# Шамхал
Шамха́л (кум. Шавхал, Шаухал, Шевкал) — монархический титул, а также династия кумыкских правителей Тарковского Шамхальства — крупнейшего государства на западном побережье Каспийского моря в период Позднего Средневековья. Шамхалы Тарковские правили со второй половины XIV по XIX век, пик их могущества пришёлся на XVI век, период правления Чопана I.

## Происхождение

### Арабская версия
Согласно сомнительной хронике Дербент-Наме, с неустановленным автором и поздней переписи, в VIII веке в период арабского нашествия, правителем «области Кумук» был Шахбал. Возможно, что известный правитель Кумука Шамхал именовался арабами как Шахбал. Так арабы могли связывать титул Шамхал со знакомым им персидским титулом Шах, который означает правителя.

В русском документе, составленном в 1728 году, так определяется термин шамхал:
«Сие слово… взято из арапского языка. Когда арапы Сирию и другие около лежащие провинции под себя побрали и главную столицу имели в Дамаске, распространили оные свою силу и по вестовой стороне Каспийского моря и привели под свою власть… между тем и Тарху, в которой город всегда из Дамаска присылалось знатнейшего для содержания. И понеже Дамаска по-арапски и по-турецки называется шам-ахал… то из сих слов стало сиё слово шамхал, яко из Дамаска присланной начальной, и с того времени доныне в обычае осталося».
С. М. Броневский в своей работе «Новейшия известия о Кавказе» сообщает:
«Достоинство шамхальское есть важнейшее в Дагестане; а в областях заключающихся между Тереком и Курою, почиталось вторым после царя грузинскаго. Историческия известия, согласно с преданиями народными, утверждают, что первые шамхалы посталены были от аравитян, что сходствует с толкованием, помещённым у Гербера о значении слова шамхал; ибо восточные писатели называют город Дамаск Шам, а хал на арабском языке значит князя, владельца, следовательно, слово шамхал перевесть можно дамаскинский владелец. Но Реинкс, основываясь на дербентской истории, в рукописи им найденной, выводит название шамхала от аравийского полководца Шахбала».
Мехмет-Эфенди, один из тюркских летописцев XVIII века, отмечал:
«В Дагестане главенствующего князя кумыков и всей приморской равнины величают шаухалом (шамхалом). Шаухалы (шамхалы), по их преданиям (как они сами рассказывают), как и крымские ханы, происходят из древнего, но единого с ними корня. Своим происхождением они гордятся. Есть ещё один князь у кумыков, его называют „крым-шаухал“, как и у крымских ханов — „калгай-солтан“. Когда умирает шаухал, ему наследует этот крым-шаухал, а крым-шаухалом же становится уже другой из князей (биев). Шаухалы (шамхалы) роднятся (выдают своих дочерей) лишь с потомками Великого Уцмия Кара-Кайтагского и Кази-Кумукских ханов».
В Дербенд-наме же сообщалось:
«В следующем, сто пятнадцатом (733-34) году хиджры Пророка в Дербенд пришел Абу Муслим (Каз.: Маслама ибн Абделмелик (с.543)), сын Абделмелика. По поручению Хишама (В тексте здесь и далее ошибочно Хашим вместо Хишам.) ибн Абделмелика, взяв [с собой] из Шама и Джезиры двадцать четыре тысячи человек (Каз.: „с двадцатью тысячами бойцов“ (с.543)), он (то есть Абу Муслим) распространял мусульманство в Дагестане с помощью воинской сабли. [Он] назначил в Дербенд стражников из разных мест и определил [для них] довольствие (улуфа)».
«После того как Абу Муслим наилучшим образом укрепил Дербенд он пошел с войском на Кумук. Беки Кумука вели сражения, кровопролитные бои, но в конце концов кумукские беки потерпели поражение, многие кафиры приняли смерть. Когда завоевали Кумук, тех, которые стали мусульманами, оставили со своим имуществом, а кто отказался от принятия ислама, тех резали и грабили. В верхней [части] города [Кумука] построили Соборную мечеть. В нескольких кварталах сделали мечети. Правителем города Кумука стал сепахсалар Абу Муслима — внук Абдаллаха, сына Абдалмутталиба их племени курайш. [Абу Муслим] назначил его старшим властителем всего Дагестана (Каз.: „назначил для них правителя и военачальника [по имени] Шахбал, сын Абдаллаха, сына Аббаса“».
«Самым старшим из правителей всего Дагестана является Шахбал, сын Абдаллаха. И приказал [Абу Муслим], чтоб ему (то есть Шахбалу) были подвластны [все вилайеты] вплоть до границ Гюрджистана (Каз.: „Пусть Масум, Эмир-Хамза и народы всего Дагестана от Гюрджистана до Дешт-и Кыпчака повинуются и будут подвластны Шахбалу — правителю Кумука“. Далее добавлено: „Теперь шамхал — правитель Тарху, он из династии того Шахбала“».
«Остальные, кроме этих стран (улке), вилайеты на этой границе: Хамри, Кюре, Ахти, Рутул, Зейхур — они подвластны Кумуку. [Территория] от…(Одно слово в тексте неясно (Т.з.худжи?)) до Ихрана [и] та сторона вплоть до Гюрджистана принадлежат Шахбалу. [Абу Муслим] отдал в [их] руки документ (сенед) и этот документ вручил Шахбалу. И сказал он, [что] Авар также принадлежит Шахбалу.
Было установлено: харадж отдавать Шахбалу. Абу Муслим не предписал Шахбалу давать жалованье (улуфа) правителю Дербенда. Он предписал [Шахбалу] брать харадж с упомянутых вилайетов, [расположенных вплоть] до Гюрджистана. А правителю Дербенда [он] приказал брать харадж с Кайтака, Табарсарана и Гюбечи; полученный с этих трех областей харадж разделить между дербендскими газиями и их детьми. И чтоб не брали сверх [назначенного]. Если же преступят справедливость и возьмут налоги (рюсум) больше, чем в старые времена, то дербендские газии должны низложить того.

Если против Шахбала придет какой-либо неприятель со [стороны] Авара или из другой стороны, то, когда Шахбал будет собирать войска, на помощь пусть придут с войском Кайтака его правитель Хамза и с войском Табарсарана — Мухаммед Масум и пусть [они] участвуют в войске Шахбала».

### Критика арабской версии
Многие специалисты подвергли сомнению арабскую версию, отмечая полулегендарный характер сведений о походе Абу-Муслима и отсутствия точно установленного авторства Дербенд-Наме и назначении им Шахбала в Кумуке.
Российский востоковед середины XIX века И. Н. Березин на момент своего нахождения в Дагестане и в частности в Тарковском шамхальстве, комментируя данные о появления шамхалов из сборника Дербент-наме (которая является фундаментом арабской версии) подверг её к сомнению указав, что шамхалы появились позже, чем указывает Дербент Наме, а также не могли властвовать в Дагестане в эпоху Халифата.
Русский востоковед В. В. Бартольд отмечал, что форма «шамхал» является поздней. Первоначальной формой термина является «шавкал», которое одновременно фиксируется русскими и иранскими (тимуридские историки Низам ад-Дин Шами и Шарафаддин Язди) источниками, что исключает возможность искажения «шамхал» в «шавкал». Известный дагестанский историк Шихсаидов писал, что версия об арабском происхождении была выгодна династии и духовенству. А. Кандауров писал о том, что инициаторами версии об арабском происхождении были сами шамхалы.
Легенду об арабской версии шамхал, в частности о происхождении из племени «Курейш» раскритиковал и известный исследовать, доктор исторических наук Т. В. Гаджиев, заключив, что данная версия не имела под собой никакой реальной почвы.
Известный русский востоковед В. Ф. Минорский в своем известном труде подверг резкой критике оба источника — «Дербенд-наме» и «Тарих Дагестан», являющиеся фундаментом «арабской» версии, называя их «тенденциозными политическими памфлетами, имеющими целью обосновать претензии шамхалов на преобладающее положение в Дагестане». По мнение В. Ф. Минорского, титулы, под которыми местные кавказские правители были известны в более поздние времена, в том числе — «…шаукал или шамхал..» — не встречаются ни в одном арабском источнике и не имеют ничего общего с Сасанидскими почетными званиями, которые были ещё памятны в ранние исламские времена".
Мнение В. Ф. Минорского было поддержано и А. Р. Шихсаидовым. Анализируя сведения «Дербенд-наме» о назначении арабами правителей Дагестана — шамхала, уцмия и майсума, исследователь отмечает, что они не находят подтверждения в других источниках и носят следы не только позднейших интерполяций, но также и намеренной редакции текста. Арабские источники дают основание говорить о политике арабов, рассчитанной не на замену местных правителей новыми, арабскими, а об использовании большинства местных правителей в интересах укрепления своей власти в Дагестане.
Жесткой критике подверг арабскую генеалогию шамхалов и известный дагестанский арабист М. С. Саидов. В своей работе он приводит ряд исторических данных, опровергающие сложившееся мнение, что шамхалы являются потомками дяди пророка — Аббаса, причем ни один исследователь, занимавшийся этой проблемой, так и не смог их оспорить. По мнению Саидова, этимологии титула «шамхал» с этимологией Шам (Сирия) и Хал (название населённого пункта в Сирии) вызывает недоумение, так как если образовать от этих двух слов новое слово путем слияния их, то, согласно законам арабского языка, получается не Шамхал, а Хал-аш- Шам. Форма Шамхал, как пишет арабист Саидов, образовалось по типу тюркских слов, а не арабских.
По сведением М. С. Саидова, среди шамхалов очень мало лиц с арабскими именами. Историк отмечает, что арабы обычно строго придерживались правила давать своим детям арабо- мусульманские имена даже на чужбине. «В именах шамхалов: Хасбулат, Алхас-Мирза, Эльдар-хан, Сурхай-хан, Чопан, Адиль-Гирей, Уллубий, Султанмут, Андий, Тишсиз Мухаммед — очень мало арабского».
Утверждение М. С. Саидова было поддержано доктором исторических наук А. С. Акбиевым, который отмечал, что, «прежде чем в русском языке „шамхал“ стал „шамхалом“, прошло не менее двух столетий». В русских документах XVI в., как пишет Акбиев, титул этого правителя упоминается как «шевкал», то есть это изначальная форма, от которой и следует отталкиваться. По мнению Акбиева, созвучна форма «шевкал» с кумыкским названием титула этого правителя — «шаухал». Причем в отличие от русского языка, как указывает Акбиев, эта форма не менялась, кумыки называли своих правителей «шаухалами» и в XVI в., и в XIX века.
По мнению Акбиева, проникновение арабской версии в научную историческую литературу связано «не только со сведениями местных исторических хроник, но и с неправильной оценкой итогов арабо-хазарских войн». Акбиев указывает, что версия об арабском происхождении шамхал заманчива, но при детальном изучении не выдерживает никакой критики.
Дополнительным аргументом против рассматриваемой версии является тот факт, что шамхалы не упоминаются у средневековых арабских географов (Али-Масуди, Аль-Истархи и другие).

### Кумыкская версия
Сторонниками кумыкской версии происхождения шамхальского государства являлись лакский историк Али Каяев, турецкий историк Фахреттин Кирзиоглу, историк начала XX века Д.-Х. Мамаев (Карабудакхентский), Халим Герей Султан, крымскотатарский автор Мехмет-Эфенди, профессор Э. Д. Богатырев и доктор наук М.-П. Б. Абдусаламов, и ряд других. Российский востоковед, доктор исторических наук, Зайцев И. В. считает шаухальство кумыкским государством со столицей в городе Кумук.
Российский востоковед середины XIX века И. Н. Березин на момент своего нахождения в Дагестане посещал и Тарковское шамхальство, в частности он описывает своё местопребывания и в доме шамхала. Самих шамхал И. Н. Березин упоминает неоднократно кумыкскими, а также указывает о населении Тарковского шамхальства, составлявшее в большинстве из кумыков. И. Н. Березин так же приводит адресованные ему слова на кумыкском, в момент его нахождении в резиденции шамхала: «хазир-му» (готов ли?), «тохта» (погоди).
В книге польского путешественника графа Яна Потоцкого, выпущенной посмертно его учеником Ю. Г. Клапротом шамхалы, как и другие кумыкские князья упоминаются по происхождению из одного (кумыкского) племени. Сам Потоцкий неоднократно их упоминает кумыкскими, вместе с князьями Костека, Эндирея и Аксая. Потоцкий хорошо различал народы Кавказа и даже учил кумыкский язык. Самих кумыков он упоминает кумуками, лакцев лак, чеченцев чечен и др.
Австрийский историк-востоковед Хаммер-Пургшталь в 1842 году упоминал шамхала кумыкским.
Русская путешественница середины XIX века Е. П. Блаватская, во время своего путешествия в Дагестан и встрече с шамхалом Тарковским Шамсутдином, охарактеризовала его «коренным татарином». В различных дореволюционных источниках кумыки были известны под именем «татар».
Доктор исторических наук Г. С. Фёдоров считал шамхал кумыками, создавшие государство под названием Тарковское шамхальство со столицей в Тарки. Учёный подверг к резкой критике мнение, по которой шамхалы, якобы были выходцами из Кази-Кумуха, а позже изгнанные из своей зимней резиденции в Кази-Кумухе её жителями. Г. С. Фёдоров считает, что данная версия неверно истолкована некоторыми исследователями и не имеет подтверждений. Так, по мнению автора, если бы данный фактор имел место быть, то в материальной культуре кумыков сохранились бы «элементы, специфически характерные для материальной культуры казикумухцев». В действительности же шамхалы были выходцами из Тарков и Бойнака, создавшие единое кумыкское государство, путём слияние различных разрозненных кумыкских феодальных образований (Эндирей, Бойнак, Эрпели и др.) с единой этнической территорией, а также с единой материальной культурой и языком.
Исследуя труд тимуридских историков Низама ад-Дин Шами и Шереф ад-Дина Йезди, советские историки В. Г., Ромаскевич А. А и Волин С. Л., узбекский профессор Ашраф Ахмедов, а также профессор и алановед О. Б. Бубенок, называют Гази-Кумук (Гази-Кумуклук, область кази-кумуков) областью проживания части кумыков. Упомянутые тимуридские историки Низам ад-Дин Шами и Шереф-аф-Дин Йезди писали о владении Гази-Кумуклук. Суффикс «Ук» характерен для тюркских языков.
По мнению доктора исторических наук А. К. Акбиева, ссылавшийся на историческую рукопись «Тарих ал-Баб» и данные ученного арабиста Саидова, «шамхал» является не именем собственным, а титулом, образовавшаяся по типу кумыкских слов «Шау» или «Сау», что в переводе «принц» или «славный принц», отмечая, что кумыки неспроста именуют шамхал шаухал. Автор заключает, что терминалогию слов «шамхал» следует искать в тюркских языках огузской группы. Относительно же происхождении шамхал Акбиев отмечает, что первые правители с титулом «шаухал» появляются в Дагестане в начале XII в. и были этническими тюрками, возглавлявшими отряды газиев и распространявшими ислам в горном Дагестане:
Вероятно это титул, а не имя. Титул «тегин» давался у тюрок младшим сыновьям правителя, а приставка «сау» или «шау» переводится как «славный», то есть «славный принц». Если учесть, что в тюркских языках, а именно кумыкском, титул «шамхал» звучит как «шаухал», то не от тюркского ли термина «шау» он произошел? Ведь не случайно М.-С. Саидов пишет, что форма «шамхал» образована по типу тюркских слов, а не арабских. В таком случае сло- во «шаухал» может быть переведено как «славный правитель». Этимологию титула «шаухал», скорее, следует искать в тюркских языках огузской ветви
Аргументом в пользу тюрко-кумыкской версии является тот факт, что шамхалы избирались традиционным для тюркских народов способом — бросанием красного яблока.
В XVII веке титул шамхала носили только кумыкские правители.
Французский географ Конрад Мальт-Брюн в своей книге под названием  Universal geography, or a description of all parts of the world  в 1824 году, описывая кумыков, а также их территорию и города, упомянул шамхала «татарским вождем», живущим в «Тарку». «Татарским» называл шамхала и русский учёный-историк на рубеже второй половины XIX-века М. М. Ковалевский, упомянув его «татарский Шамхал». В различных дореволюционных источниках кумыки были известны под именем «татар».
Домусульманские имена жителей Кумука, зафиксированные в Худуцкой надписи (Будулай, Ахсувар, Чупан и другие) имеют тюркскую природу. На могилах шамхалов в современном лакском селении Кумух исторической области Кумук, помимо арабских имеются надписи и на тюркском языке, зафиксированные известным кавказоведом Л. И. Лавровым. Само кладбище местные жители называли «симирдальским» — от названия хазарского города Семендера. Как отмечают ученые, на кладбищах в Кумухе проявлется кипчакский характер узора, как правило кумыки кипчакоговорящие. На надмогильной плите Тарковского Шамхала Эльдара в Кумухе зафиксировано 4 строки надписи, язык надписи кумыкский.
В исторической хронике История Маза шамхалы названы «ветвью ханско-хаканских поколений».
В подтверждении данной версии имеются письма шамхалов, в частности Шамхала Сурхая III астраханским воеводам, в котором Шамхал Сурхай III пишет:
Мы, кумыки, искони, от отцов своих, кунаков имеем и бережём
Турецкий учёный исследователь Abdullah ibn Rıdvan упоминает шамхалов кумыками, власть которых передавалась из числа представителей самой династии, которые в свою очередь так же имели браки с представителями из лакских ханов Кумуха или Кайтага.
Титул шамхал встречался у соседних народов. Правитель андийцев Али-Бег, ставший основателем новой династии владетелей этого народа, носил титул шамхал. Также титул «шамхал» носил правитель XV века из Гидатля «Уллу (Олло) Шамхал» (Уллу в переводе с кумыкского «большой», «великий»). Согласно народным преданиям, правители андийцев, начиная с шамхала (султана) Али-Бега до Хаджику, разговаривали на языке равнины (то есть кумыкском).По мнению лакского историка Али Каяева, первый шамхал также был тюрком, а не арабом. Монгольские завоеватели сместили прежнюю династию и назначили своих ставленников. Джамалутдин-Хаджи Мамаев (Карабудакхентский) в своей книге «История Кавказа и селения Карабудахкент» писал о происхождении шаухалов следующее:

То обстоятельство, что в Дагестане избрали [своими правителями] род Чингиза и назвали их именем «шавхал-хан», исходило из установившейся тюркской, татарской духовности, как опоры на своё генеалогическое происхождение (насаб), при этом, не склоняясь в сторону науки или деликатности (эдеб). Род Чингиза почитается среди них (шаухалов) [высоко], как курайшиты среди мусульман. Они не позволяли никому быть выше них или поднять голову
На генетическую связь Шаухалидов с Чингизидами указывают и имена некоторых первых из них и окружавших их аристократов. Среди них можно назвать брат шаухала Ахсувара Бугдая (сравните с именем монгольского полководца Букдая, участвовавшего в покорении Кавказа), Али Чопана (тюрко-монгольское Чобан), вельможа Сардар Нугай (Ногай) (все рубеж XIII—XIV вв.) и жившие в XVI в. шаухалы Будай и Чопан.
По мнению французского ученого Шанталь Лемерсье-Келькеже, в шамхальстве доминировали тюрки-кумыки, но за лакцами сохранялся почетный статус «гази» (из-за более раннего принятия ислама). В шамхальстве существовало сословие карачи-беков, существовавшее в тюркских и монгольских государствах. Другим фактом, подтверждающим тюрко-монгольскую версию происхождения Шамхалов, является упоминание в средневековых русских летописях ордынского владетеля Шевкала — прямого потомка Чингисхана по мужской линии (Шевкал являлся сыном Тудана, сына Менгу-Тимура, сына Тукана, сына Батыя, сына Джучи, сына Чингисхана), а также упоминание Шевкала в атласе от 1827 года.
Современный российский востоковед и историк Аликбер Аликберов установил, что в нагорном Дагестане существовало государство «Тавйяк» (Горная сторона), созданное частью прикаспийских гунно-савир, переселившихся в горы из-за арабско-хазарских войн. По мнению Аликберова, с ними связаны многочисленные топонимы (например, Хунзах). В район нынешнего Кумуха, согласно Аликберову, переселились представители тюркского родового объединения «кумук-атыкуз», от которых и пошло нынешнее название села. Тавйяк был совместным государством предков кумыков (гунно-савир), лакцев, аварцев и других народов. Впоследствии «Тавйяк» распадается на Казикумукское владение (династия кумыкских правителей) и Сарир. Термин «шамхал» он считает переосмыслением старой гунно-савирской титулатуры.

Ещё одним подтверждением кумыкского (тюркского) владычества в областях Хазарии и Дагестана, как в золотоордынский, так и в предшествующий период, являются записи XIII века Плано Карпини:
...Первым царем западных татар был Саин. Был он сильный и могущественный царь. Он покорил Россию, Команию, Аланию, Лак, Менгиар, Гугию и Хазарию, а прежде, чем он их покорил, все они принадлежали команам.
Коренным населением «владения казыкумыцкого», по свидетельству Ф. Симоновича (1796), являлись дагестанские татары (кумыки). После переселения некоторых лезгиноязычных народов из персидских земель во владение под власть шамхала произошло смешение населения, а власть шамхала со временем ослабла:
Народ сей поселился, по свидетельству некоторых персидских летописей, при шахе Абумуселиме из Гильяна и состоял при духовном чиновнике казы, под владением шамхаловым. По сему чиновнику и занятому народом, поселившимся из Гильяна, кумухского места, или лучше сказать, по смешениям с коренным кумухским народом, происходящим от дагестанских татар, и произошло название казыкумук. Чиновники же сии были предки Хамутая, сделавшиеся после в своей части по примеру других независимыми и принявшими уже в новейшие времена ханский титул.
Польский граф Ян Потоцкий называл шамхала главой всех кумыкских князей с резиденцией в Тарку. Так же он дополнил, что другие кумыкские князья находятся в Кайтаге, в Эндери, в Аксай, Брагуме и тд.
Ян Потоцкий исключал происхождение шамхалов от Чингисхана, отмечая, что «князья кумыков все принадлежат к той же фамилии, что и шамхал, исключая брагун, которые претендуют на происхождение от Чингисхана».

## Избрание шамхала
Согласно Мехмет Эфенди:
«Престолонаследование у кумухских князей происходит следующим образом. Они также, подобно аджамским шахам, совершающим перед восхождением на трон паломничество к мавзолею Шейха Сефи в Эрдебиле и выполняющим обряд „привязывания меча к поясу“, следуя древним обычаям своих предков, отправляются в Кази-Кумук, в место, называемое Шинид (Дженд). Здесь на собрании князей и происходит избрание нового шаухала. Здесь на избираемого шаухала должны попасть золотым яблокам, только после этого его облачают в дорогой халат (чепкен) из меха или другого материала. После этого избранный шаухал возвращается в свою резиденцию в Тарках и вступает в исполнение своих высоких полномочий. По этой причине кази-кумукские бийи (князья) очень любят поговаривать: „Пока на нашем собрании на шаухала не попадет золотое яблоко, он не облачится в шаухальский халат, он не может считаться шаухалом“».
Именным указом от 21 декабря 1849 года генерал-лейтенант Шамхал Тарковский, Абу-Муслим-Хан возведён в княжеское достоинство Российской империи, с тем, чтобы он впредь именовался князем Тарковским и княжеский титул переходил только к старшему в роду его потомков.

## Формирование населения шамхальства
Коренным населением «владения казыкумыцкого», по свидетельству Ф. Симоновича (1796), являлись дагестанские татары (кумыки). После переселения некоторых лезгиноязычных народов из персидских земель во владение под власть шамхала произошло смешение населения, а власть шамхала со временем ослабла:
Народ сей поселился, по свидетельству некоторых персидских летописей, при шахе Абумуселиме из Гильяна и состоял при духовном чиновнике казы, под владением шамхаловым. По сему чиновнику и занятому народом, поселившимся из Гильяна, кумухского места, или лучше сказать, по смешениям с коренным кумухским народом, происходящим от дагестанских татар, и произошло название казыкумук. Чиновники же сии были предки Хамутая, сделавшиеся после в своей части по примеру других независимыми и принявшими уже в новейшие времена ханский титул.
Народ сей провинции происходит от дагестанских татар, смешавшихся с персидскими поселенцами, они с ними одного закону, а говорят лезгинским языком. По древнему распоряжению шаха Абумуселима состояла провинция Кура под владением шамхаловым, но по воспоследовавшему в Дагестане междуусобию, зависела она от дербентских султанов, а в новейшие времена от кубинских ханов и, наконец, уступил его Фет Али хан Хамутаю казыкумыцкому в наследственное и независимое владение.

## Другие сведения о шамхалах
- «После поражения Миран-Шаха от Аи Коюнлу кумыки получили свою независимость, избрали себе хана из рода Чингисхана, которого величали по своему — шаухал».[14]
- «Воцарение моих предков Шамхалов в Дагестане состоялось после 1258 года».[82]
- «Шамхал был не потомком Аббаса Хамзата, а был тюрком, прибывшим со своими сподвижниками. После него шамхальство передавалось по наследству…». «… в 634 г. хиджры (1239—1240) монголо-татары отстранили правящую династию, а правителем назначили своего ставленника вновь с титулом шамхал… . „Новый“ шамхал происходил из рода Чингиз-Хана, и с этого времени установилась власть татарских шамхалов». (Али Каяев)
- «Роды кумыкских князей почитаются после кабардинских за знатнейших между горскими народами. Из оных избираемы были шамхалы…». «Кумыки, чаятельно, род свой вели от Кыпчакских колен или Золотой Орды». (Семен Броневский)

## Списоккумыкскихшамхалов XVI—XIX веков

### Основная линия шамхалов
- Шаухал-хан Шамхал — сын неизвестен, 1240–1258
- Шевкал — сын неизвестен, до 1327
- Чингиз-Шаухал — сын неизвестен, 1443
- Уллу-Ахай I — сын неизвестен, I пол. XVI в.
- Уллу-Ахай II — сын неизвестен, сер. XVI в.
- Султан-Мухаммад-уллу — сын неизвестен, XIV в.
- Амир-шамхал — сын неизвестен, ок. 1396
- Али-бек-шамхал — сын Султан-Мухаммад-уллу, ок. 1400
- Сурхай-шамхал I — сын Али-бек-шамхал, I пол. XV в.
- Герей-шамхал — сын Сурхай-шамхал I, 1448–1462
- Умалат I — сын Сурхай-шамхал I, 1462–1475
- Гази-Султан-шамхал — сын Умалат I, ок. 1500
- Будай I ибн Умал-Мухаммад — сын Умалат I, нач. XVI в.
- Чупан I — сын Будай I, ок. 1567–1588
- Сурхай II — сын Чупана I

### Эндиреевская ветвь
- Султан-Мут Эндиреевский — сын Чупан I, бей Эндиреевский, отец Айдемира I
- Айдемир I — сын Султан-Мут, 1635–1641, шамхал Тарковский
- Казаналп Эндиреевский — сын неизвестен, активен в середине XVII века, воевал против персов

### XVII век — феодальная раздробленность
- Сурхай III — сын Чупан I, 1605–1609
- Адиль-Гирей I — сын Сурхай III, 1609–1614
- Андий-шамхал — сын Чупан I, 1614–1623
- Ильдар II — сын Сурхай III, 1623–1635
- Сурхай IV — сын Гирей I, внук Сурхай III, 1641–1667
- Будай III — сын Бий-Мухаммада (Баммата), внук Андий, 1668–1692
- Муртузали I — сын Будай III, 1692–1704
- Хан-шамхал — сын Бий-Мухаммада (Баммата), 1704

### XVIII век
- Умалат III — сын Хан-шамхал, 1704–1719
- Адиль-Гирей II — сын Будай III, 1720–1725

### Мехтулинская ветвь
- Ахмед-хан Мехтулинский — потомок Кара-Мехти, 1735–1747

### Бамматулинская ветвь
- Баммат I «Беззубый» — сын Гирея, сына Ильдар I, 1747–1758, 1763–1765
- Мехти I «Сушёный» — сын Муртаза-Али I, 1758–1763
- Муртаза-Али II — сын Мехти I, 1765–1785
- Баммат II — сын Мехти I, 1786–1797

### Последние шамхалы
- Мехти II — сын Баммат II, 1797–1830
- Сулейман-паша — сын Мехти II, 1830–1836
- Ирази-шамхал — провозглашён Гази-Мухаммадом, 1831
- Умалат IV — провозглашён имамом, 1831–1832
- Абу-Муслим-хан — сын Мехти II, 1836–1860
- Мухаммад III «Глухой» — провозглашён Шамилём, 1843
- Шамсутдин-хан — сын Абу-Муслим-хана, 1860–1867
- Нух-бек Тарковский — внук Абу-Муслим-хана, диктатор, 1918

## Генетический паспорт
В рамках Карачаево-балкарского ДНК-проекта были протестированы два представителя младших ветвей династии Тарковских (Велибекова и М. Тарковского). У обоих определена Y-гаплогруппа J—M267.
ДНК Велибекова (потомок чанки Уллубиева из с. Капчугай) в 2018 году были исследованы более глубоко (Исследование ДНК М. Тарковского, ввиду скоропостижной смерти последнего, не было произведено). Было выяснено, что Велибеков относится к J-ZS2872. Согласно утверждению администратора чеченского dna-проекта Пахрутдина Арсанова «приближенцев» Велибекова в Дагестане пока выявлено не было и он относится к самостоятельной ветке J1.